# Casa Garden
A Casa Garden (em chinês, 東方基金會會址) é um pequeno parkette (do inglês, um pequeno parque acessível ao público), na Península de Macau, na China. A área é a fundação da Fundação do Oriente de Macau.

## História
Construído em 1770, o parque foi originalmente a residência do rico comerciante português Manuel Pereira. Depois a área foi alugada para a Companhia Britânica das Índias Orientais e foi usada para abrigar diretores do ramo da companhia em Macau. Em 2005, a área entrou na lista do Patrimônio Mundial da Unesco como parte do Centro Histórico de Macau.

## Arquitetura
O parque contém uma casa, o Cemitério Protestante e uma galeria de arte.